# Кале (Ени махала)
Кале (на гръцки: Φρούριο Αετού, Φρούριο Πετρωτού) е археологически обект край солунското село Ени махала (Петрото), Гърция.

## Местоположение
Развалините на крепостта са на нисък хълм, наречен Кале (Καλές) източно от Ени махала, на източния бряг на Галик при вливането в нея на река Куру (Ксиропотамос).

## История
Крепостта е идентифицирана от Николаос Муцопулос в 2004 година с крепостта Аетос, спомената в един-единствен източник, византийския историк от XII век Никифор Вриений, който в своя труд  „Исторически бележки“ споменава подробно съществуването на крепостта в при разказа за поражението в 1078/79 година на узурпатора Никифор Василаки от младия пълководец Алексий Комнин. Текстът на Вриений (книга D,19) гласи:
Крепостта е построена през средновизантийския период, преди края на XI век. Възможен период на изграждане е управлението на Роман I Лакапин, през първите десетилетия на X век, когато в Македония са построени много крепости, за да се засили отбраната срещу Българското царство на цар Симеон I. Друг възможен период е началото на IX век, по време на управлението на Михаил II между 820 и 828 година, когато е известно, че в Македония са били построени различни срепости, отново поради българска заплаха.
На мястото не са правени задълбочени проучвания.

## Описание
Планът на крепостта е по оста северозапад - югоизток. Периметърът на стените е бил 300 метра, а площта вътре в стените е малко над 5 декара, сравнително голяма за тогавашните стандарти площ, което показва, че на хълма е имало и селище, а не просто крепост. Това предположение се подсилва от факта, че нито укреплението е било особено силно, нито хълмът е особено недостъпен. В най-високата точка доминира масивна правоъгълна кула, която е оцеляла на значителна височина, около 3 метра, и се вижда от разстояние. Размерите ѝ са приблизително 8 х 8,5 метра с дебелина на стените 2 метра. Изградена е с варовикови камъни с вмъкната керамика в пространствата, свързани с варов хоросан. В приземния етаж на кулата от южната страна се вижда дълга тясна цистерна с размери 2,5 х 0,8 метра. Стените на укрепленията са в много по-лошо състояние от кулата. Голяма част от тях е покрита с растителност, но очертанията на укреплението се виждат. Най-запазената част от заграждението е от южно-югоизточната му страна с дебелина 1,5 метра и височина не повече от 1 метър. Тази страна на крепостта е отделена с малък хребет от съседния равен хълм и е била най-уязвима отбранително. Останалите страни на крепостта имат стръмен наклон и осигуряват естествена защита. Вътре и извън крепостта се виждат няколко каменни купчини, които очевидно са останки от сгради. На няколко метра северно от кулата, близо до северната стена има яма, дълбока около 3 метра, която може да е била таен тунел.